# Tellermine 42
Die Tellermine 42 war eine  Panzerabwehrmine der Wehrmacht im Zweiten Weltkrieg.

## Geschichte
Die Tellermine 42 wurde Ende 1942 als Nachfolger der Tellermine 35 bei der Wehrmacht eingeführt. Sie wurde bis zum Ende des Zweiten Weltkriegs verwendet. Nachfolger war die ab 1943 eingeführte Tellermine 43.

## Funktionsweise
Die Mine, die verdeckt oder offen abgelegt wurde, löste durch Druck auf die Druckplatte auf dem Deckel aus. Weitere Zugzünder in der Seite und im Boden der Mine sowie Entlastungszünder waren für die Wiederaufnahmesicherung  verantwortlich. Zum Auslösen der Mine war ein Druck von 210 Kilogramm nötig.